# Piotr Gołąb
Piotr Gołąb SVD (ur. 18 stycznia 1888 w Schodni, zm. 26 maja 1943 w KL Dachau) – polski duchowny rzymskokatolicki, werbista, Sługa Boży Kościoła katolickiego.

## Życiorys
Pochodził z rodziny wielodzietnej. 19 stycznia 1888 został ochrzczony, a do Pierwszej Komunii Świętej przystąpił 28 maja 1898. Mając 16 lat zaczął uczęszczać do gimnazjum w Nysie, a następnie kontynuował naukę w międzynarodowym Seminarium Misyjnym St. Gabriel pod Wiedniem. Tam też 7 września 1911 rozpoczął nowicjat i 1 października 1915 uzyskał święcenia kapłańskie.

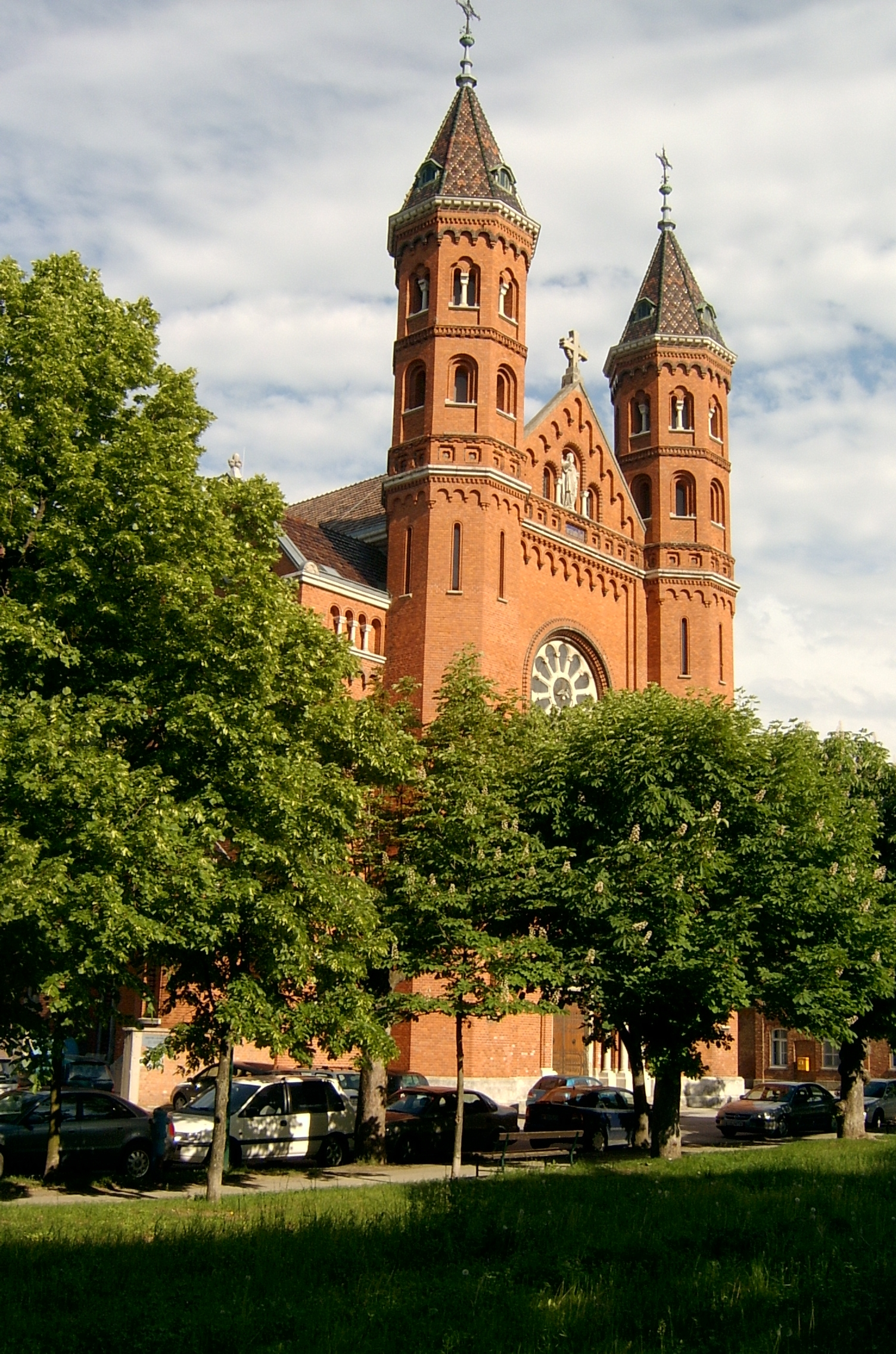
Dom misyjny Sankt Gabriel pod Wiedniem

W czasie I wojny światowej wcielony do wojska pełnił obowiązki kapelana w toruńskim szpitalu wojskowym. Od 1919 studiował polonistykę na UAM, po ukończeniu których rozpoczął pracę w Domu Misyjnym Królowej Apostołów w Rybniku i przez rok był tam prefektem. Od 1924 podjął pracę w Gimnazjum w Górnej Grupie, gdzie był dyrektorem, nauczycielem, redaktorem i mistrzem nowicjatu.
Po wybuchu II wojny światowej, Niemcy 28 października 1939 internowali wszystkich duchownych przebywających w Domu św. Józefa i utworzyli w nim obóz tymczasowy. Eksterminacja duchowieństwa rozpoczęła się już 18 listopada 1939 rozstrzelaniem w pobliskim lesie dwudziestu księży i kleryków.
5 lutego 1940 o. Piotr Gołąb został przewieziony do niemieckiego obozu przejściowego Zivilgefangenenlager Neufahrwasser i dalej 9 lutego do obozu koncentracyjnego Stutthof (KL), a po dwóch miesiącach przeniesiono go obozu koncentracyjnego w Sachsenhausen (KL). Wycieńczony torturami i chorobami 14 grudnia tegoż roku został przewieziony do obozu koncentracyjnego Dachau (KL) i zarejestrowany pod numerem 22601. W tym ostatnim miejscu kaźni był bity i zmarł z wycieńczenia, a jego zwłoki spalono. W chwili śmierci ważył 37 kg.

## Proces beatyfikacyjny
Jest jednym z 122 Sług Bożych, wobec których 17 września 2003 rozpoczął się drugi proces beatyfikacyjny drugiej grupy polskich męczenników z okresu II wojny światowej. 23 kwietnia 2008 zamknięto w Misyjnym Seminarium Duchownym Księży Werbistów w Pieniężnie proces rogatoryjny (diecezjalny etap procesu beatyfikacyjnego).